# Sharon Freeman

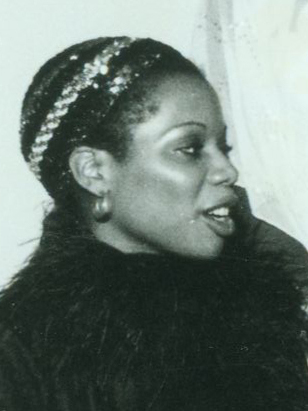
Sharon Freeman (1980)

Ahnee Sharon Freeman ist eine US-amerikanische Jazzmusikerin (Waldhorn, Piano, Arrangements).
Freeman hat mit vielen Größen des Jazz gearbeitet: Gil Evans, Frank Foster, Charles Mingus, Don Cherry, Carla Bley, Muhal Richard Abrams, David Murray, Lionel Hampton und nicht zuletzt mit Charlie Haden. Sie ist die musikalische Leiterin seines Liberation Music Orchestra und hat diese Positionen auch für die Band von Don Pullen und für Beaver Harris’ 360 Musical Experience innegehabt. Ihr Arrangement von “Monk’s Mood” für Hal Willners Konzeptalbum “That’s the Way I Feel Now: A Tribute to Thelonious Monk” wurde für einen Grammy nominiert.
Freeman leitete auch die UJC Big Apple Jazzwomen, ein nur aus Frauen bestehendes Sextett, das außer ihr am Piano aus Jean Davis (Trompete), Linda Neel (Posaune), Erica Lindsay (Saxophone), Sarah Hommel (Drums) und Melissa Slocum (Bass) besteht. Freeman gehört außerdem zum Lehrkörper des New York City College of Technology.